# Ageo
Ageo (上尾市, Ageo-shi) est une ville de la préfecture de Saitama, au Japon.

## Géographie

### Situation
Ageo est située dans le centre est de la préfecture de Saitama, au nord-ouest de la ville de Saitama.

### Municipalités limitrophes
| Okegawa  | Okegawa | Ina     |
| Kawajima | Ageo    | Hasuda  |
| Kawagoe  | Saitama | Saitama |

### Démographie
En janvier 2020, la population d'Ageo s'élevait à 228 779 habitants, répartis sur une superficie de 45,55 km2.

### Climat
Ageo a un climat subtropical humide caractérisé par des étés chauds et des hivers frais avec peu ou pas de chutes de neige. La température moyenne annuelle à Ageo est de 14,7 °C. La pluviométrie annuelle moyenne est de 1 388 mm, septembre étant le mois le plus humide.

## Histoire
À l'époque d'Edo, Ageo-shuku était une station de la route Nakasendō. 
Le bourg moderne d'Ageo est créé le 1er avril 1889. Il obtient le statut de ville le 15 juillet 1958.

## Éducation
- Université Seigakuin

## Économie
UD Trucks, constructeur japonais de poids lourds, y a son siège.

## Transports

### Transport routier
Ageo est desservie par les routes nationales 16 et 17.

### Transport ferroviaire
Ageo est desservie par la ligne Takasaki de la compagnie JR East et le New Shuttle. La gare d'Ageo est la principale gare de la ville.

## Jumelages
Ageo est jumelée avec :
- Hangzhou (Chine) depuis 2004
- Région de Lockyer Valley (Australie)

## Personnalités liées à la ville
- Takehiko Orimo (né en 1970), basketeur
- Rica Imai (née en 1985), actrice

## Honneur
L'astéroïde (7137) Ageo porte son nom.